# Dorpsmolen (Genk)
De Dorpsmolen is een voormalige watermolen, gelegen aan Molenstraat 81, nabij het Molenvijverpark te Genk.
Oorspronkelijk was dit een bovenslagmolen op de Dorpsbeek in de Dorpsbeekvallei. Het was een banmolen die fungeerde als korenmolen.

## Geschiedenis
Reeds in de Frankische tijd (omstreeks 800) was deze site al in cultuur gebracht. De oudste vermelding van een watermolen dateert van 1354. Vanaf 1366 was de molen afhankelijk van de prins-bisschop van Luik. In 1773 kwam de molen in bezit van de gemeente. Omstreeks 1850 werd de molen ingrijpend verbouwd, en er werd toen ook een bovenslagrad geplaatst.
Tot 1930 bleef de molen in bedrijf. Daarna werd het binnenwerk verwijderd en overgebracht naar de watermolen van de Abdij van Herkenrode.
Later werd er een café in de molen ingericht en -voor de sier- een onderslagrad aangebracht. Van de oorspronkelijke molen zijn slechts enkele details overgebleven.
- Inventaris van het Bouwkundig Erfgoed (Vlaanderen): 21616